# رؤیا محقق
رؤیا محقق فیلم‌نامه‌نویس ایرانی است. او در سی و سومین دورهٔ جشنوارهٔ فیلم فجر برندهٔ سیمرغ بلورین بهترین فیلمنامه برای فیلم  دوران عاشقی  شد.